# 藤田まり子
藤田 まり子（ふじた まりこ、6月17日 - ）は、日本の女性アニメーター、キャラクターデザイナー。血液型O型。
スタジオ・ファンタジアに長年在籍していたが、現在はフリーランスで活動している。それ以前は、マッドハウスに所属していた。既婚者。

## 来歴・人物
アニメーターになったきっかけは、中学生時代にアニメ雑誌『アニメージュ』に載っていた安彦良和が描いた南原ちずるの絵の脚部を見て、感動した事である。
自身も、『アニメージュ』にイラストを投稿していた時期があると、同誌の2013年12月号に於ける『取材日記 Cover Diary』のコーナーで語っている。
高校卒業後、アニメーション関連の専門学校を経てアニメ業界入り。専門学校時代の同級生には、『黒子のバスケ』などのキャラクターデザイナーとして有名な菊地洋子らがいる。
なお、菊地とは、現在も親しい間柄であるとの事。

## 主な参加作品

### テレビアニメ
1984年
- 北斗の拳（1984年 - 1987年、動画）

1988年
- 魁!!男塾（動画）
- それいけ!アンパンマン（1988年 - 、原画）

1989年
- 獣神ライガー（1989年 - 1990年、動画）
- ジャングル大帝（1989年- 1990年、原画）

1990年
- 三つ目がとおる（1990年 - 1991年、原画）

1993年
- ミラクル☆ガールズ（作画監督・原画）

1994年
- 魔法騎士レイアース（1994年 - 1995年、原画）
- カラオケ戦士マイク次郎（1994年 - 1995年、作画監督）

1995年
- 愛天使伝説ウェディングピーチ（1995年 - 1996年、作画監督）

1996年
- るろうに剣心 -明治剣客浪漫譚-（1996年 - 1998年、原画）
- 逮捕しちゃうぞ（1996年 - 1997年、原画）

1997年
- キューティーハニーF（1997年 - 1998年、作画監督）

1998年
- カードキャプターさくら（作画監督・原画）
- EAT-MAN'98（原画）

1999年
- カードキャプターさくら（第2期、作画監督・原画）
- 頭文字D Second Stage（原画）
- カードキャプターさくら（1999年 - 2000年、第3期、作画監督・原画）

2000年
- サクラ大戦TV（原画）

2001年
- ナジカ電撃作戦（作画監督）
- ギャラクシーエンジェルシリーズ（2001年 - 2004年、キャラクターデザイン・総作画監督・作画監督・原画・OPED作画監督）

2002年
- ちょびっツ（作画監督）

2003年
- 君が望む永遠（作画監督）

2005年
- いちご100%（OP作画監督）
- 苺ましまろ（原画）

2006年
- 奏光のストレイン（2006年 - 2007年、キャラクターデザイン・作画監督）

2007年
- THE SKULLMAN（原画）

2008年
- ロザリオとバンパイア（キャラクターデザイン・作画監督）
- ロザリオとバンパイア CAPU2（キャラクターデザイン・作画監督・原画・脚本協力）

2009年
- ソウルイーター（原画）
- 鋼の錬金術師 FULLMETAL ALCHEMIST（OP2原画）
- けんぷファー（キャラクターデザイン・作画監督・総作画監督・OP作画監督）

2010年
- 祝福のカンパネラ（キャラクターデザイン・作画監督・原画・OP作画監督・OP原画）

2011年
- けんぷファー für die Liebe（キャラクターデザイン）
- ジュエルペット サンシャイン（キャラクターデザイン・OPED作画監督）
- R-15（キャラクターデザイン・OP総作画監督・ED作画監督・OP原画）

2013年
- ふたりはミルキィホームズ（キャラクターデザイン・総作画監督）

2014年
- それでも世界は美しい（原画）
- グラスリップ（原画）

2015年
- 探偵歌劇 ミルキィホームズ TD（キャラクターデザイン）
- VENUS PROJECT -CLIMAX-（作画監督）

2016年
- 双星の陰陽師（作画監督）
- orange（作画監督・原画）
- 終末のイゼッタ（作画監督・原画）

2017年
- チェインクロニクル 〜ヘクセイタスの閃〜（作画監督）
- Re:CREATORS（作画監督）
- URAHARA（キャラクターデザイン・総作画監督）

2018年
- カードキャプターさくら クリアカード編（作画監督）
- 邪神ちゃんドロップキック（作画監督・原画・ED作画監督・ED原画）

2019年
- エガオノダイカ（作画監督）

2020年
- 邪神ちゃんドロップキック'（作画監督・原画）

2021年
- 恋と呼ぶには気持ち悪い（キャラクターデザイン・作画監督・総作画監督）

2022年
- 邪神ちゃんドロップキックX（作画監督・原画）

2023年
- アリス・ギア・アイギス Expansion（総作画監督）
- ライザのアトリエ 〜常闇の女王と秘密の隠れ家〜（サブキャラクターデザイン）

2024年
- 疑似ハーレム（総作画監督）

2025年
- ゲーセン少女と異文化交流（作画監督・総作画監督）

### 劇場アニメ
1997年
- るろうに剣心 -明治剣客浪漫譚- 維新志士への鎮魂歌（原画）

1999年
- 劇場版カードキャプターさくら（原画）

2000年
- 劇場版カードキャプターさくら 封印されたカード（作画監督）

2001年
- 頭文字D Third Stage（原画）

2012年
- 映画ジュエルペット スウィーツダンスプリンセス（ゲストキャラ作画監督）

### OVA
1989年
- 紅い牙 ブルー・ソネット（動画）

1992年
- 機神兵団（動画）

1996年
- 小鉄の大冒険（原画）

1997年
- ジャングルDEいこう!（原画）

1999年
- るろうに剣心 -明治剣客浪漫譚- 追憶編（原画）

2000年
- 炎のらびりんす（原画）
- アンジェリーク 〜白い翼のメモワール〜（原画）

2001年
- アンジェリーク ～聖地より愛をこめて～（原画）

2005年
- ストラトス・フォー アドヴァンス（原画）
- 最終兵器彼女 Another love song（原画）
- きらめき☆プロジェクト（原画）

2011年
- 祝福のカンパネラOVA（キャラクターデザイン・作画監督・原画）

2013年
- 一撃殺虫!!ホイホイさんLEGACY（キャラクターデザイン・作画監督）

2021年
- アリス・ギア・アイギス 〜ドキッ!アクトレスだらけのマーメイドグランプリ♡〜（作画監督）

### 18禁OVA
- 淫獣家庭教師（1996年、原画）
- 淫獣エイリアン（1996年、原画）
- 淫獣 ねらわれたアイドル（中国語版）（1997年、原画）